# L’Étrat
L’Étrat település Franciaországban, Loire megyében. Lakosainak száma 2820 fő (2022. január 1.). L’Étrat Saint-Héand, Villars, La Fouillouse, Saint-Priest-en-Jarez és La Tour-en-Jarez községekkel határos.

## Népesség
A település népességének változása:
| Lakosok száma | 1523 | 2309 | 2524 | 2699 | 2655 | 2595 | 2531 | 2643 | 2702 | 2820 |
|               | 1968 | 1982 | 1990 | 2006 | 2013 | 2015 | 2017 | 2019 | 2020 | 2022 |